# Diamantsköldpadda
Diamantsköldpadda (Malaclemys terrapin) är en sköldpaddsart som beskrevs av  Schoepff 1793. Diamantsköldpadda ingår i släktet Malaclemys, och familjen kärrsköldpaddor. IUCN kategoriserar arten globalt som nära hotad.
Diamantsköldpadda förekommer i USA (längs atlantkusten och gulfkusten i Massachusetts, Connecticut, New Jersey, Delaware, Virginia, North Carolina, South Carolina, Georgia, Florida inklusive Florida Keys, Alabama, Mississippi, Louisiana och Texas.
Arten föredrar områden med bräckt vatten, som kustnära marskland, estuarium och laguner. 
Diamantsköldpaddans levnadssätt är halvakvatiskt (både i vatten och på land). Dess föda består av små snäckor, musslor, kräftdjur och andra ryggradslösa djur, fisk och kadaver.
Det finns sju beskrivna underarter som varierar en del i storlek och mönster. Honorna blir större än hanarna. En hona kan bli upp mot 23 centimeter, fast omkring 19 centimeter är mer vanligt. För vuxna hanar är cirka 13 centimeter normalt, men de kan bli 15 centimeter. 

## Underarter
Arten delas in i följande underarter:
- M. t. centrata
- M. t. littoralis
- M. t. macrospilota
- M. t. pileata
- M. t. rhizophorarum
- M. t. tequesta
- M. t. terrapin